# Liste der Gebietsänderungen in Sachsen 2021
Die Liste der Gebietsänderungen in Sachsen 2021 enthält Änderungen an Gemeindegebieten des Freistaats Sachsen in der Zeit vom 1. Januar 2021 bis zum 31. Dezember 2021. Dazu zählen unter anderem Zusammenschlüsse und Trennungen von Gemeinden, Eingliederungen von Gemeinden in eine andere, Änderungen des Gemeindenamens und Umgliederungen von Teilen einer Gemeinde in eine andere.

In Sachsen kam es im Jahr 2021 zu vier Gemeindegebietsänderungen. Alle damals entstandenen Gemeinden existieren noch heute.

## Legende
- Datum: juristisches Wirkungsdatum der Gebietsänderung
- Gemeinde vor der Änderung: Gemeinde vor der Gebietsänderung
- Gebietsänderung: Art der Gebietsänderung
- Gemeinde nach der Änderung: Gemeinde nach der Gebietsänderung
- Landkreis: Landkreis der Gemeinde nach der Gebietsänderung
- OT: Ortsteil

Die Sortierung erfolgt chronologisch: Datum, kreisfreie Städte, Landkreise, aufnehmende oder neu gebildete Gemeinde. Heute noch bestehende Gemeinden sind farbig unterlegt.

## Liste der Gebietsänderungen
| Datum      | Gemeinde vor Änderung                    | Gebietsänderung        | Gemeinde nach Änderung          | Landkreis       |
| ---------- | ---------------------------------------- | ---------------------- | ------------------------------- | --------------- |
| 01.01.2021 | Hainichen                                | Verleihung von Rechten | Hainichen, Große Kreisstadt     | Mittelsachsen   |
| 19.03.2021 | Klipphausen 0,13 Hektar mit 4 Einwohnern | Umgliederung nach      | Nossen                          | Meißen          |
| 16.07.2021 | Zschopau                                 | Namensänderung zu      | Zschopau, Motorradstadt         | Erzgebirgskreis |
| 19.07.2021 | Frankenberg/Sa.                          | Namensänderung zu      | Frankenberg/Sa., Garnisonsstadt | Mittelsachsen   |

## Quelle
- Statistisches Landesamt Sachsen: Gebietsänderungen ab 1. Januar 2020 (XLSX-Datei; 15 kB)